# Ophisma pallescens
Ophisma pallescens är en fjärilsart som beskrevs av Walker 1864. Ophisma pallescens ingår i släktet Ophisma och familjen nattflyn. Inga underarter finns listade i Catalogue of Life.